# Лудорвай (присілок)
Лудорва́й (рос. Лудорвай) — присілок в Зав'яловському районі Удмуртії, Росія.
Знаходиться на обох берегах річки Лудорвай, правої притоки Сепича, обабіч автодороги Іжевськ-Нилга-Ува та окружної дороги навколо Іжевська.

## Населення
Населення — 1125 осіб (2010; 795 в 2002).
Національний склад станом на 2002 рік:
- удмурти — 80 %

## Історія
До революції присілок входило до складу Сарапульського повіту Вятської губернії. За даними 10-ї ревізії в 1859 році в 58 дворах проживало 518 осіб, працювало 4 млини. В 1921 році присілок стає центром Старовеньїнської волості, а сама волость перейменовується в Совєтську. Того ж року волость перейшла в склад Іжевського повіту, а Лудорвай стає центром сільради. В кінці 1928 року пройшов відомий Лудорвайський судовий процес, який увійшов в історію як Лудорвайська справа.
В 1929 році волость ліквідовується і сільрада входить до складу новоутвореного Іжевського району. В 1931 році район ліквідовується, а сільрада переходить до Іжевської міськради. В 1935 році район та сільрада були відновлені. 20 березня 1936 року ЦВК Удмуртської АРСР постановив розділити Іжевський район на Лудорвайський та Зав'яловський, але остаточно перший не був утворений. В 1960 році Лудорвайська сільрада приєднується до Юськинської сільради, центром якого стає селище Совхозний. В 1965 році Юськинська сільрада включається в Зав'яловський район. В 1964 році присілок було включене в склад Пироговської сільради.

## Економіка
Більша частина жителів присілка працюють в місті Іжевську. Серед власних підприємств працює СПК «Лудорвай».
Із закладів соціальної сфери працюють середня школа та бібліотека.

## Урбаноніми[3]
- вулиці — Вишнева, Воскресенська, Газовиків, Добровольців, Дружби, Енергетиків, Єдності, Зарічна, Згоди, Ільїнська, Колгоспна, Кооперативна, Лісова, Микільська, Миру, Молодіжна, Паркова, Південна, Польова, Праці, Радянська, Садова, Свободи, Сільська, Соснова, Торгова, Центральна, Шкільна, Шудьїнська
- провулки — Васильковий, Вишневий, Дитинства, Нижній, Суничний, Фруктовий
- проїзди — Березовий, Вербовий, Відродження, Воскресенський, Кленовий, Мисливський, Сосновий, Церковний, Ялиновий

## Відомі люди
- Федоров Леонід Павлович — удмуртський журналіст.